# Maties (apòstol)
 Maties o Macià —en grec antic Ματθίας; en llatí Matthias— (Judea, s. I-Jerusalem?, Còlquida?, Etiòpia?, 80?), segons els Fets dels Apòstols, fou l'escollit per substituir Judes Iscariot com a membre dels Dotze Apòstols de Jesús de Natzaret.

## Elecció com a Apòstol segons elNou Testament
L'elecció de Macià com a apòstol es va esdevenir, segons les Actes dels Apòstols, a la sort (Actes 1,15–26). Va substituir en Judes, que s'havia llevat la vida pres de la desesperació per haver traït Jesús (Actes 1,23-26). Al Nou Testament no hi ha més referències a aquest apòstol. El seu nom significa «Present de Jahvè» (de Déu) (en hebreu מַתִּתְיָהוּ).

## Elecció com a Apòstol segons els escrits cristians antics
Segons Eusebi de Cesarea, poc després de la mort de Jesucrist i uns dies abans de la seva Ascensió al cel, Sant Pere va reunir tota la comunitat cristiana (unes 120 persones) per a determinar un substitut de Judes Iscariot.
D'entre tots els presents, es van proposar dues persones:
- Josep Barsaba
- Macià

L'elecció final es va considerar cosa divina, per això es va fer per sorteig i l'escollit fou Maties.

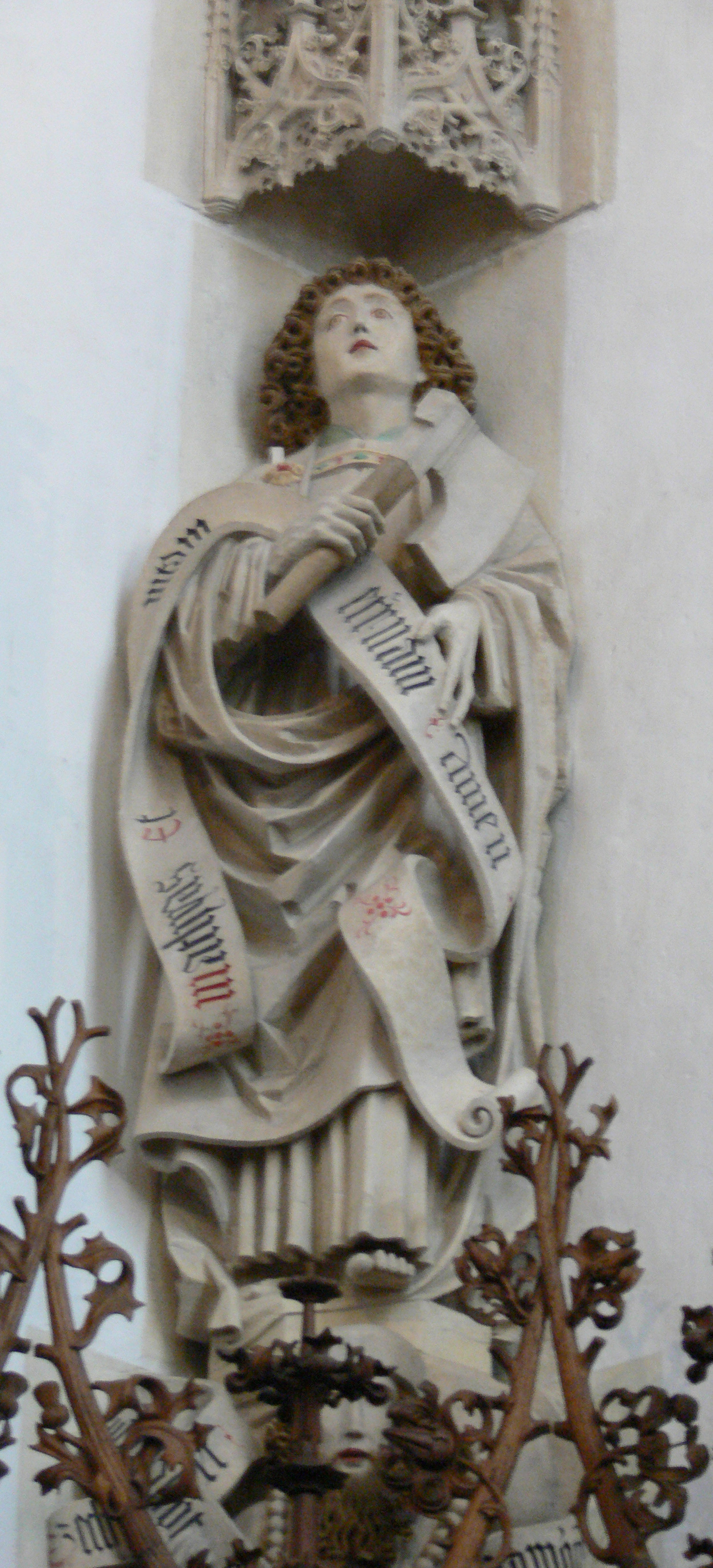
Estàtua del segle xv a Blaubeuren, Chorraum
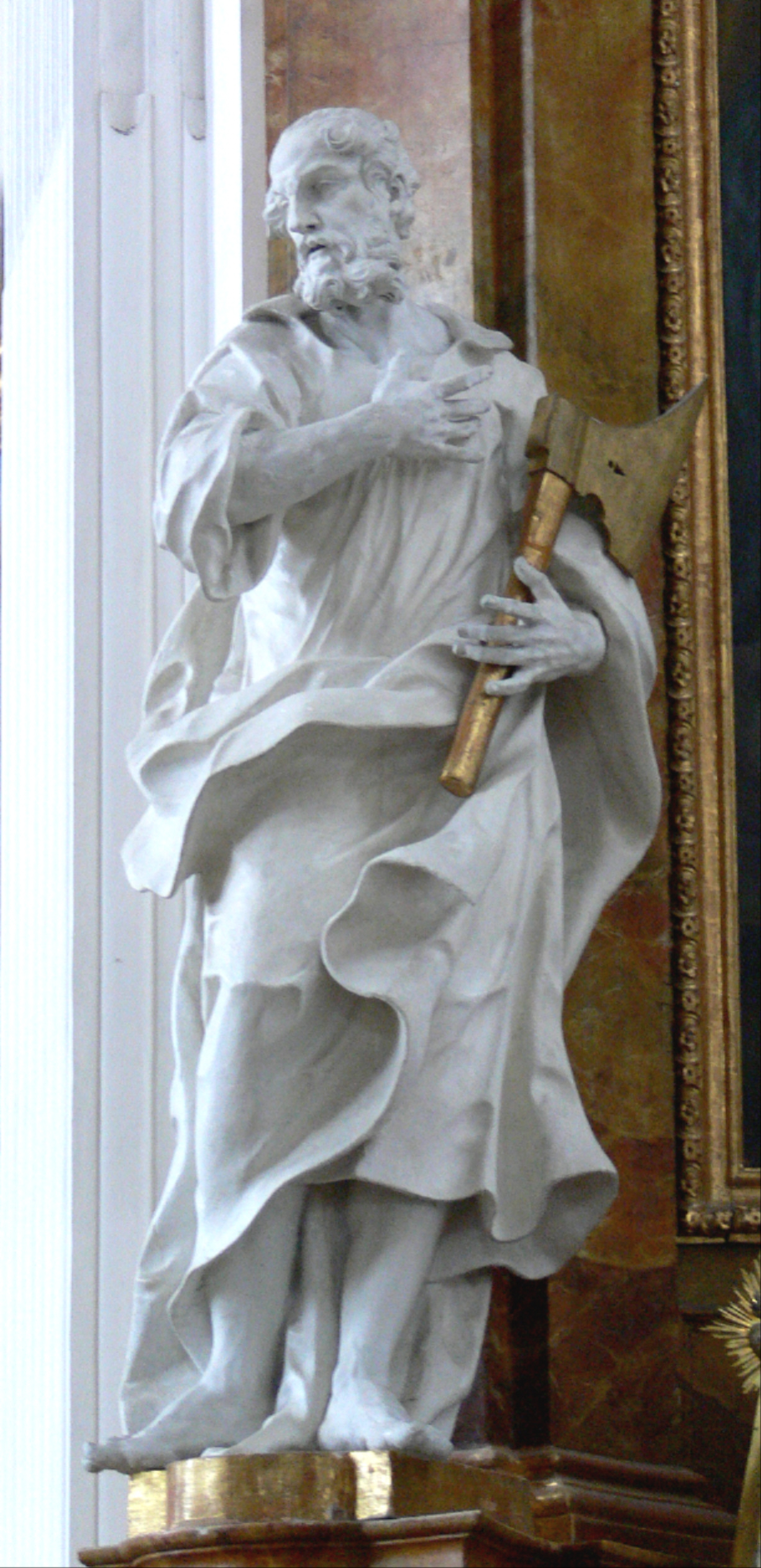
Estàtua del segle xviii al Marienmünster de Dießen am Ammersee (Alemanya)

### Predicació
El text apòcrif Fets d'Andreu explica que Macià va ser enviat a predicar entre els caníbals. Tot just arribar a la ciutat fou posat a la presó amb la resta d'estrangers arribats al país, on havia d'estar-s'hi trenta dies fins que fos devorat per la gent d'allà. L'últim dia arriben Andreu i alguns deixebles seus i l'alliberen miraculosament. Després, Andreu converteix al cristianisme tota la població.
Segons Nicèfor Cal·list Xantopul, Macià predicà a Etiòpia i després fou martiritzat a la creu.

## Veneració
A l'inici del segle iv, les restes mortals foren traslladades, per encàrrec de Santa Helena (mare de l'emperador romà Constantí), a Trèveris (Alemanya) on hi fundà un monestir. Més tard, algunes relíquies foren portades a Roma i a Pàdua.
Se'l commemora els dies:
- 24 de febrer segons l'Església Catòlica Romana fins al Concili Vaticà II
- 14 de maig segons l'Església Catòlica Romana a partir del Concili Vaticà II
- 9 d'agost segons l'Església Ortodoxa Grega

El dia de Sant Macià tradicionalment era el 24 de febrer. Aquest fet el feia coincidir amb l'inici de la primavera a molts d'indrets dels Països Catalans ("Per Sant Macià l'oreneta ve i el tord se'n va").
En algunes contrades, és el patró dels carnissers, bastaixos, pastissers i confiters, sastres i marxants de roba, així com dels arquitectes i paletes. Al contrari que a Alemanya, als territoris de llengua catalana no és un sant amb gaire devoció popular.
Una curiositat entorn d'aquest sant és que també és el patró dels jugadors de jocs d'atzar a causa de la forma com va esdevenir apòstol ("Sant Macià, feu-me guanyar i un ciri us faré cremar").
És invocat contra el catarro o cucurutxa, la verola o pigota. També contra l'eixorquesa i el primer dia d'escola perquè els infants el passin bé.

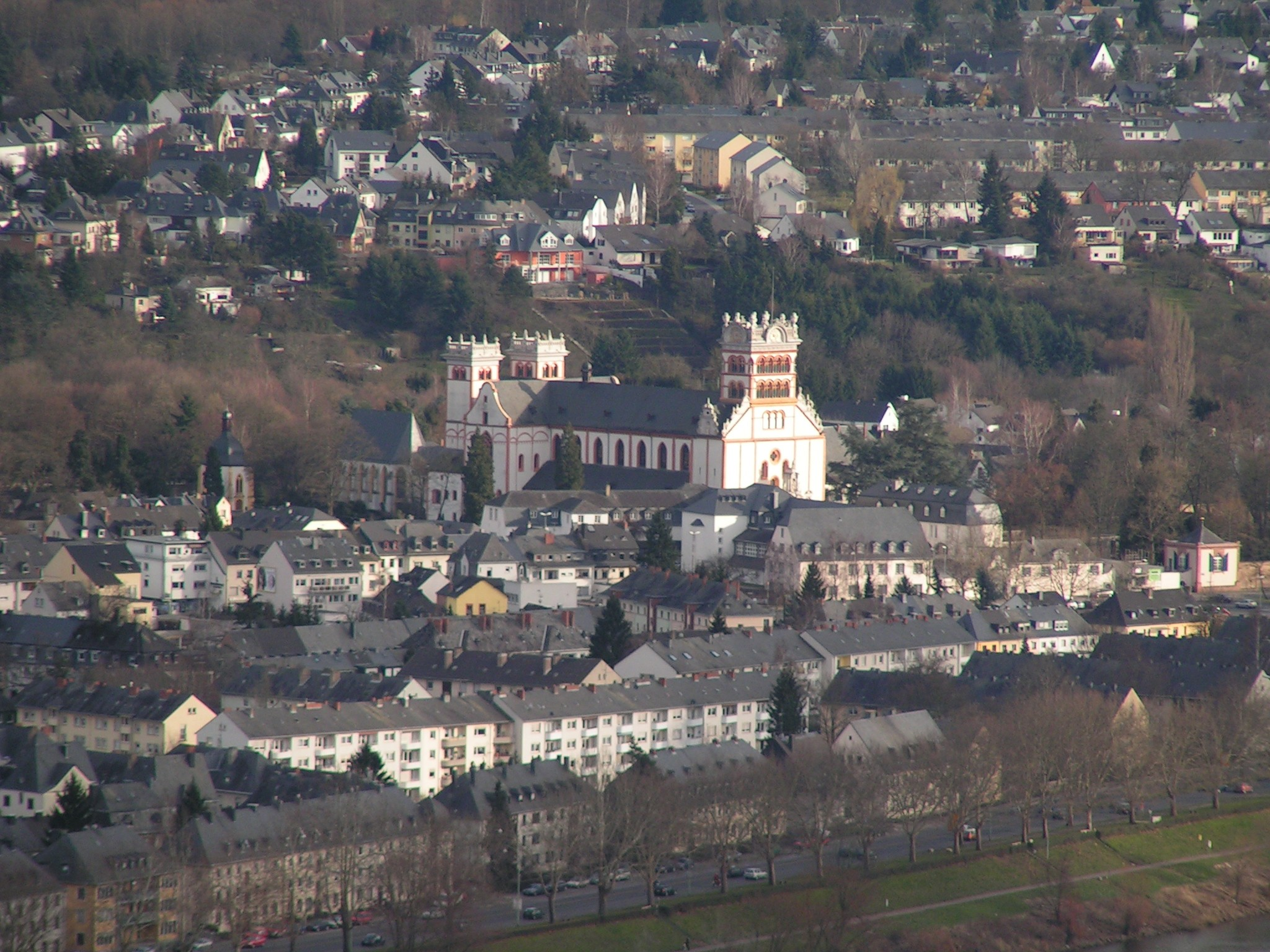
Abadia benedictina de St. Macià, a Trèveri
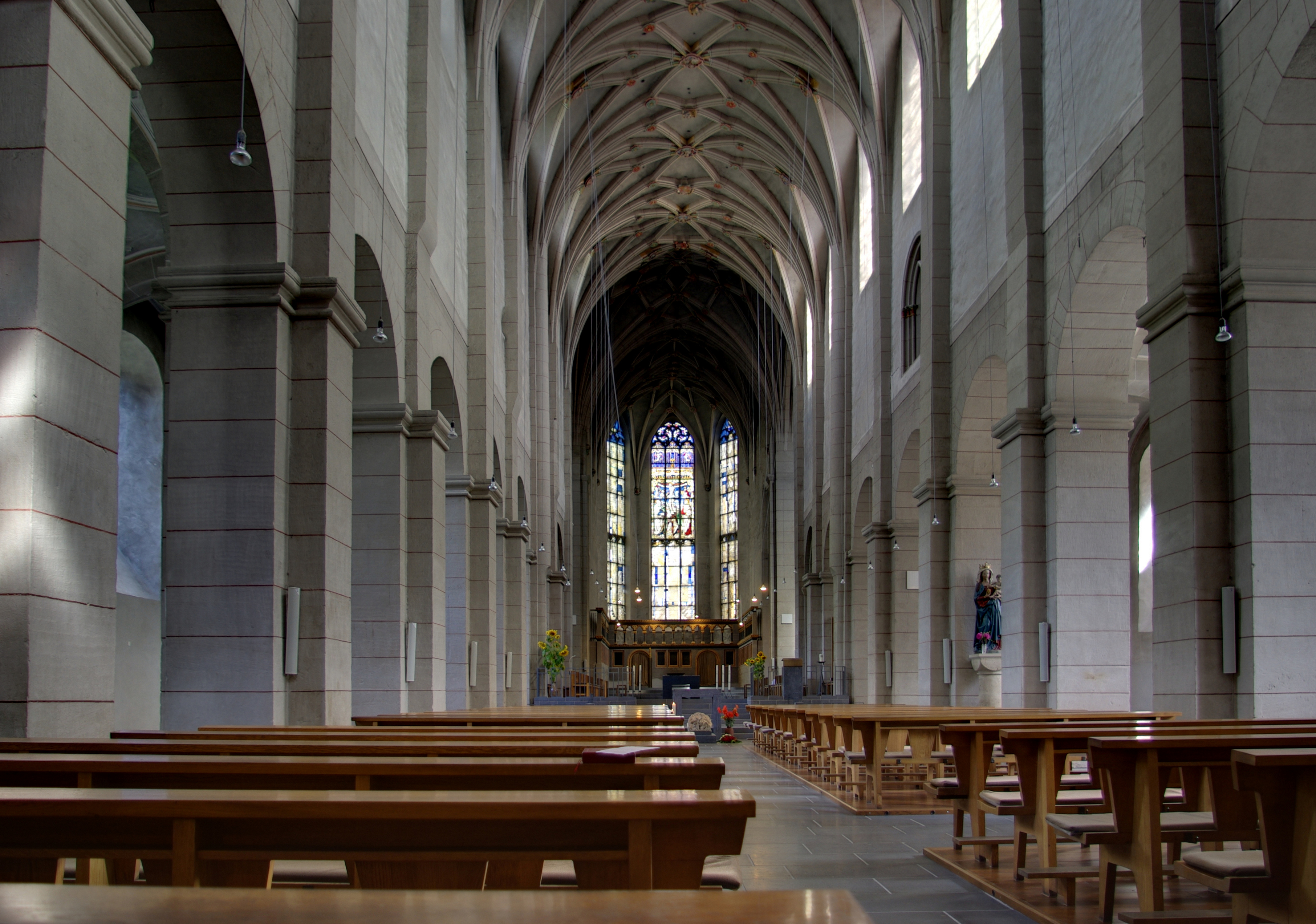
Nau gòtica de St. Macià de Trèveri
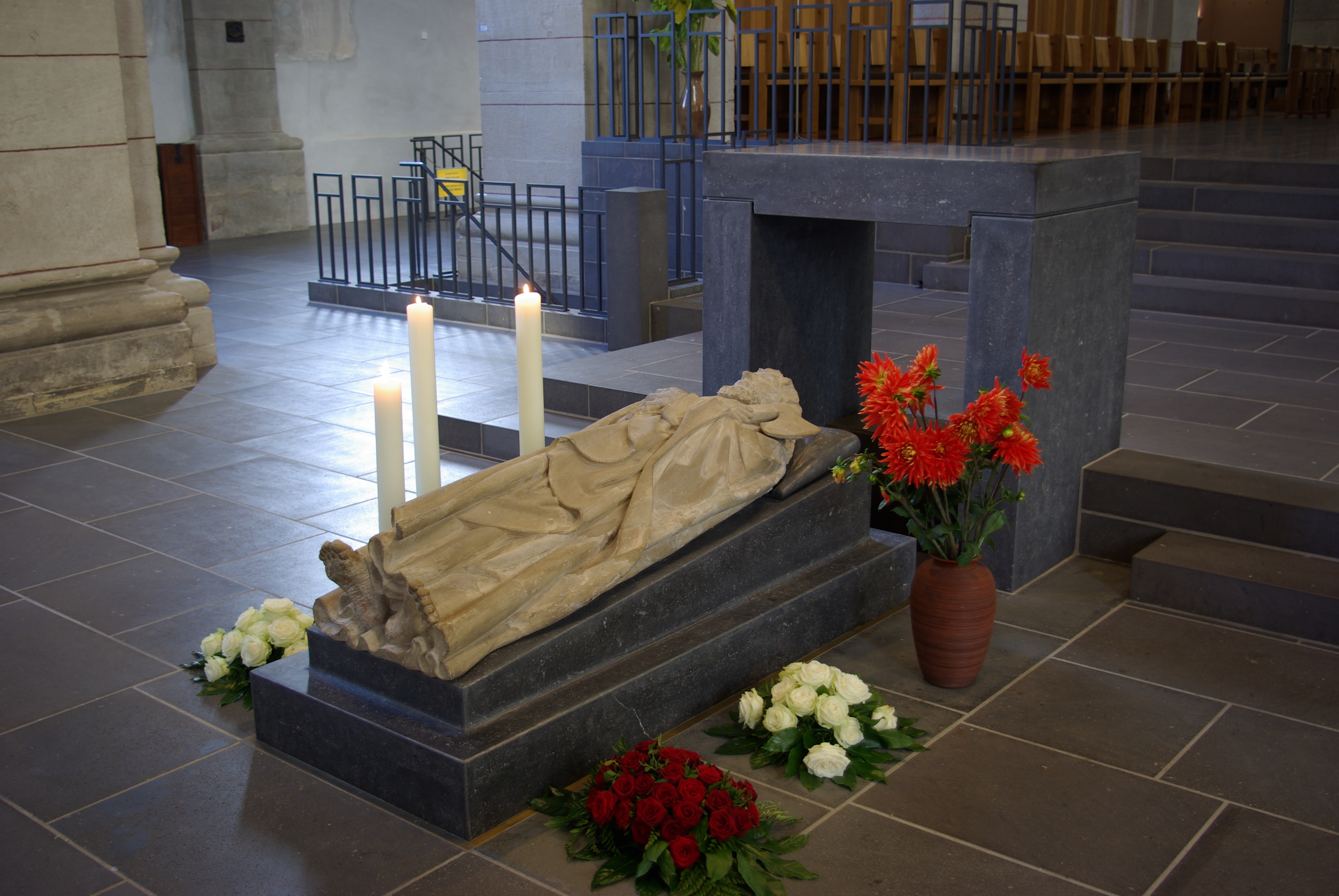
Estàtua del sant sobre la seva tomba, a Trèveri
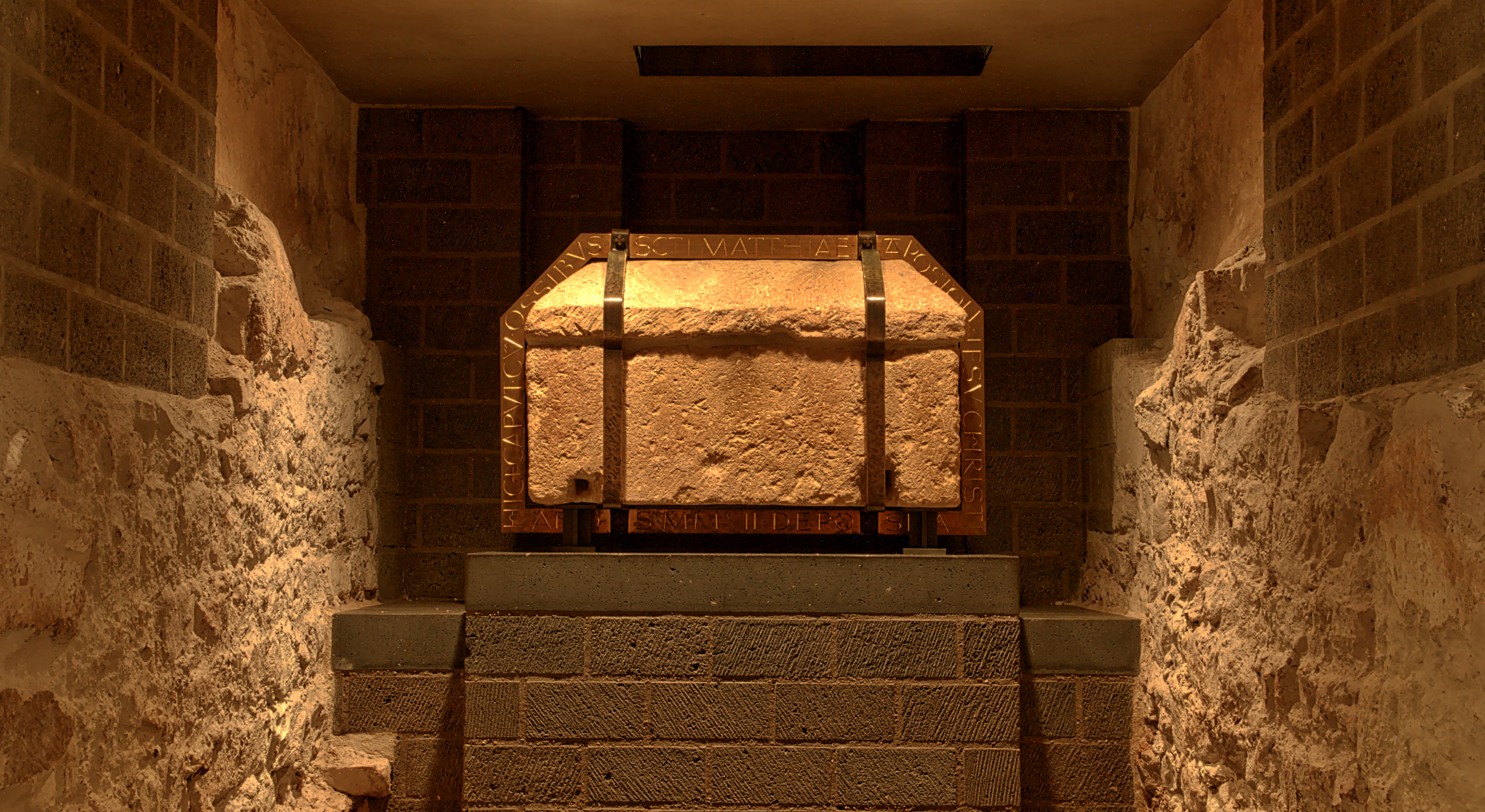
Sarcòfag de l'apòstol
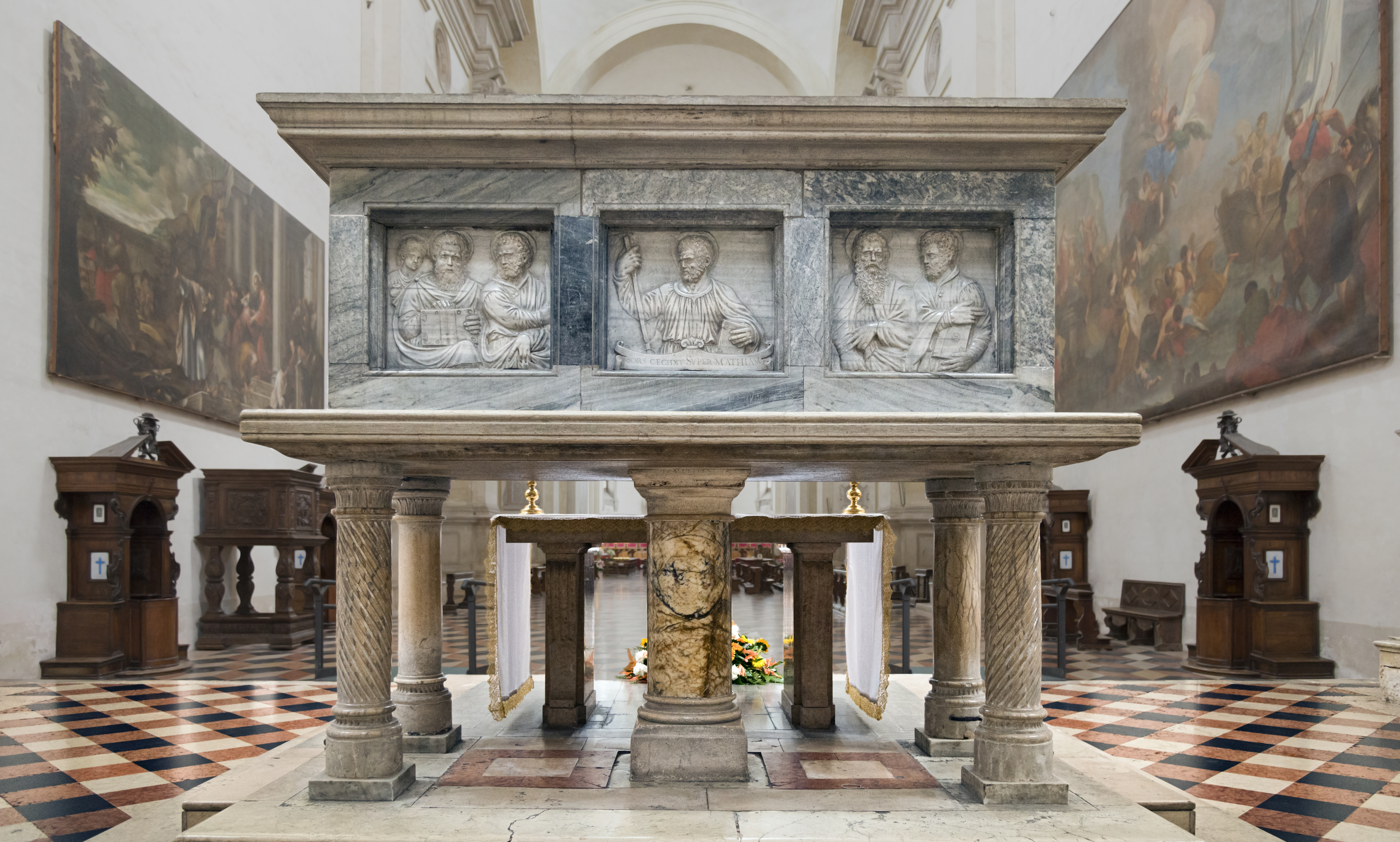
Reliquiari de Pàdua

## Obres atribuïdes
Se li atribueixen diversos textos, avui dia desapareguts:
- Evangeli de Macià, referit per Orígenes (segle iii)
- Tradicions de Macià, referit per Climent d'Alexandria (segle ii)